# Municipio de Barnes (Arkansas)
El municipio de Barnes (en inglés: Barnes Township) es un municipio ubicado en el condado de Woodruff en el estado estadounidense de Arkansas. En el año 2010 tenía una población de 316 habitantes y una densidad poblacional de 3,04 personas por km².

## Geografía
El municipio de Barnes se encuentra ubicado en las coordenadas 35°19′27″N 91°9′23″O / 35.32417, -91.15639. Según la Oficina del Censo de los Estados Unidos, el municipio tiene una superficie total de 103.99 km², de la cual 103,82 km² corresponden a tierra firme y (0,16 %) 0,17 km² es agua.

## Demografía
Según el censo de 2010, había 316 personas residiendo en el municipio de Barnes. La densidad de población era de 3,04 hab./km². De los 316 habitantes, el municipio de Barnes estaba compuesto por el 92,41 % blancos, el 7,28 % eran afroamericanos y el 0,32 % eran de una mezcla de razas. Del total de la población el 0 % eran hispanos o latinos de cualquier raza.